# フォルティ・FG03
フォルティ・FG03 (Forti FG03) は、フォルティが1996年のF1世界選手権用に開発したフォーミュラ1カー。デザイナーはクリス・ラデージとリカルド・デ・マルコ。ドライバーはルカ・バドエルとアンドレア・モンテルミーニ。

## 概要

### 開発
フォルティチーム技術部門トップのジョルジョ・スティラーノによると、「FG03では前作FG01での失敗の教訓を生かすことを考えた。ノーズはFG01のセカンドバージョンから採用したハイノーズコンセプトを継続していますが、もっとシャープにしました。サイドポンツーンもより短かく、低くなるように変えました。FG01ではここが高すぎたため、リヤウイングへ流したい空気が流れずダウンフォースが得られなかったので、ディフューザーまでのクリーンな空気の流れを持つマシンにしたかったのです。レギュレーションが許す限りリヤのグランドエフェクトを最大限利用できるようにテールの形は設計されています」と述べている。エンジンはフォード・ゼテックRが搭載された。
FG03では前年より開発に力を入れていたセミオートマチックトランスミッションが最初から搭載され、これによりF1ではフォルティのみとなっていたマニュアルトランスミッションが姿を消すこととなった。

### 1996年シーズン
FG03は、「F3000用DFVの先祖返り」、｢欠陥品｣と称されるほどの貧弱なフォード・コスワース・EDエンジン(最高出力600馬力未満、さらにFG01に搭載されていたEDエンジンはセッテイングの杜撰さから高回転が出辛く、500～550馬力程度しか発揮させられなかった。)の代わりにEDエンジンとは比べ物にならない程強力なフォード・コスワース・ZETEC-Rエンジン(前年度にザウバー・C14に搭載された型落ちのV8仕様であったが、それでもEDエンジンより約120～140馬力もの最高出力の差があった。)を搭載したにもかかわらず、その有り余る程のパワーを車体が全く活かせず、寧ろ昨年度よりも戦闘力が落ちてしまうという本末転倒な状態のマシンであった前作FG01B（FG02とする資料もある）の代わりとして設計された。初登場となった第5戦イモラで、FG03は旧型よりもダウンフォースの大きな進歩と感度の向上を示した。しかしそれでも強力なZETEC-Rエンジンの真価を見せるには程遠い｢豚に真珠｣とすら批判されるほどの戦闘力の低さで、完走したのはこのデビュー戦限りであった。第7戦スペインおよび第10戦イギリスでは107%ルールによって両名とも予選落ちしている。結局FG03はあまりにも遅い失敗作で、さらに資金難でまともなアップデートもままならず、力尽きたフォルティは第11戦ドイツGPに参加すること無く、F1から撤退した。
チームは選手権ポイントを1ポイントも得ること無く、ランキング最下位となった。

### 現存する車両
- FG03は現在、ノーサンプトンシャーでF1の体験走行に使用されている[2]。

## F1における全成績
(key) （太字はポールポジション）
| 年     | チーム     | エンジン                | タイヤ | ドライバー                 | 1   | 2   | 3   | 4   | 5   | 6   | 7   | 8   | 9   | 10  | 11  | 12  | 13  | 14  | 15  | 16  | ポイント | 順位 |
| ------ | ---------- | ----------------------- | ------ | -------------------------- | --- | --- | --- | --- | --- | --- | --- | --- | --- | --- | --- | --- | --- | --- | --- | --- | -------- | ---- |
| 1996年 | フォルティ | フォード Zetec R ECA V8 | G      |                            | AUS | BRA | ARG | EUR | SMR | MON | ESP | CAN | FRA | GBR | GER | HUN | BEL | ITA | POR | JPN | 0        | 11位 |
| 1996年 | フォルティ | フォード Zetec R ECA V8 | G      | ルカ・バドエル             |     |     |     |     | 10  | Ret | DNQ | Ret | Ret | DNQ | DNP |     |     |     |     |     | 0        | 11位 |
| 1996年 | フォルティ | フォード Zetec R ECA V8 | G      | アンドレア・モンテルミーニ |     |     |     |     |     | DNS | DNQ | Ret | Ret | DNQ | DNP |     |     |     |     |     | 0        | 11位 |

## 参照
- Henry, Alan (ed) (1996). AUTOCOURSE 1996-97. Hazleton Publishing. p. 92. ISBN 1-874557-91-8

1. ↑  全12チームデザイナーインタビュー「'95回顧と'96ニューマシンの秘密」ジョルジョ・スティラーノ（フォルティ）  F1グランプリ特集 1月号 33頁 1996年1月16日発行
2. ↑  http://www.firebox.com/product/1807/F1-Racing-Experience?via=ser